# Kazimierz Mirecki (malarz)
Kazimierz Mirecki (ur. 16 maja 1830 w Genui, zm. 25 października 1911 w Krakowie) – polski malarz.

## Życiorys
Był synem kompozytora i dyrygenta, Franciszka Mireckiego. Urodził się we Włoszech gdzie pracował jego ojciec. Do Krakowa rodzina Mireckich przyjechała w 1839, Kazimierz rozpoczął wówczas naukę rysunku w Szkole Sztuk Pięknych u Wojciecha Kornelego Stattlera. Po trzynastu latach ukończył szkołę, dwa lata później wyjechał do Wenecji, a następnie podróżował po Europie. Zatrzymał się w Brukseli, gdzie uczęszczał na zajęcia z malarstwa i ukończył je przed 1866. Po powrocie do rodzinnego miasta wybrał się w podróż do Zakopanego, gdzie malował Tatry. W 1879 zamieszkał w Warszawie, ale przed 1911 przeprowadził się do Krakowa.
Został pochowany na cmentarzu Rakowickim w Krakowie, w grobowcu rodzinnym, w kwaterze 12.

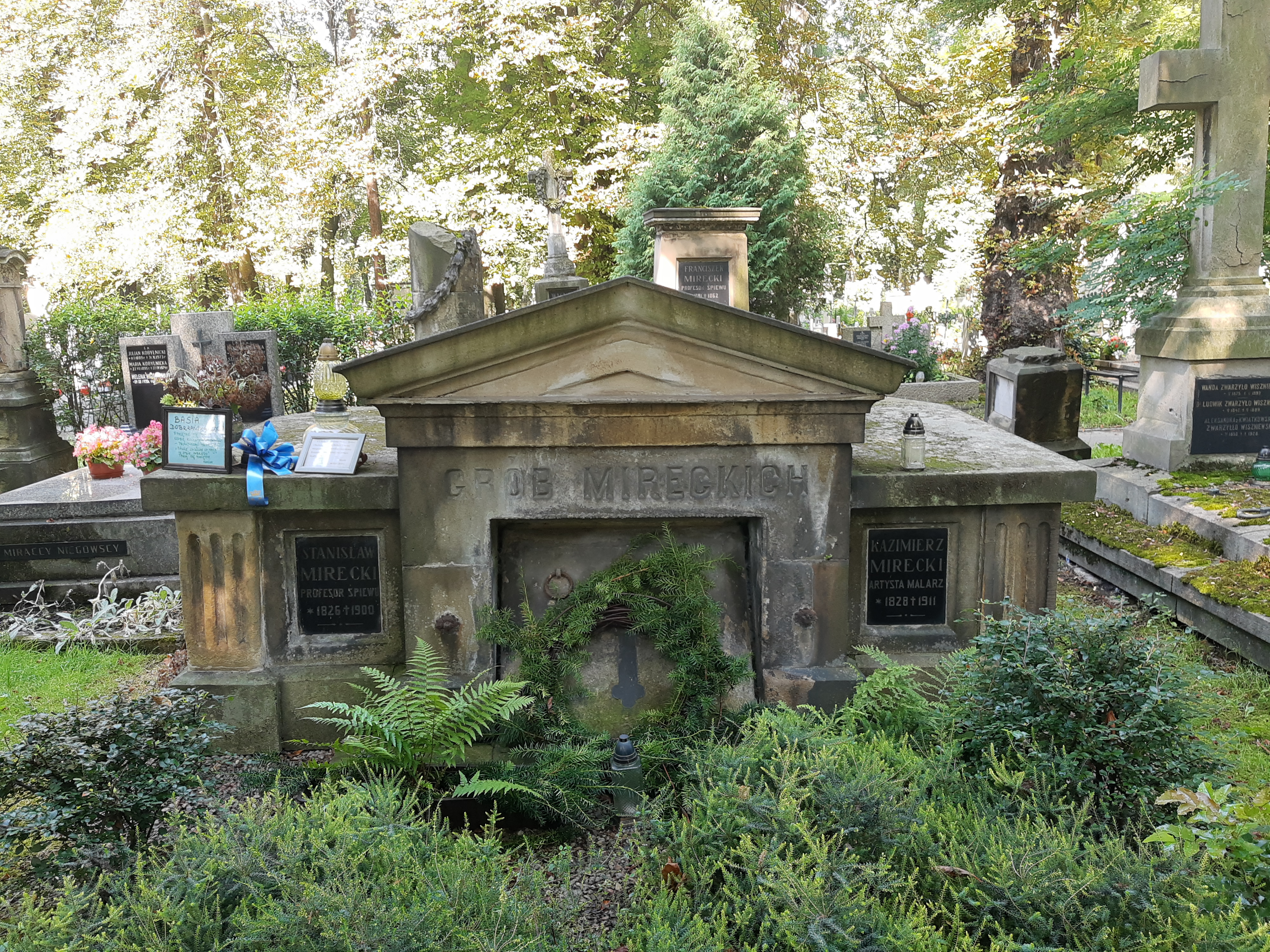
Grób Kazimierza Mireckiego na cmentarzu Rakowickim

Tworzył obrazy o tematyce historycznej i religijnej, podczas podróży malował pejzaże i widoki architektoniczne, które stanowiły odzwierciedlenie jego wrażeń. Był autorem scen rodzajowych zawierających często motywy ludowe i sceny z życia wsi. Inspiracją wielu obrazów Kazimierza Mireckiego były opisy literackie zawarte w Panu Tadeuszu, Trylogii i twórczości Juliusza Słowackiego. Dwa razy do scen portretowych pozowała artyście wybitna aktorka Helena Modrzejewska. Grafiki Kazimierza Mireckiego były publikowane w „Kłosach”, „Tygodniku Ilustrowanym”, „Wędrowcu” i „Tygodniku Powszechnym”.

## Galeria

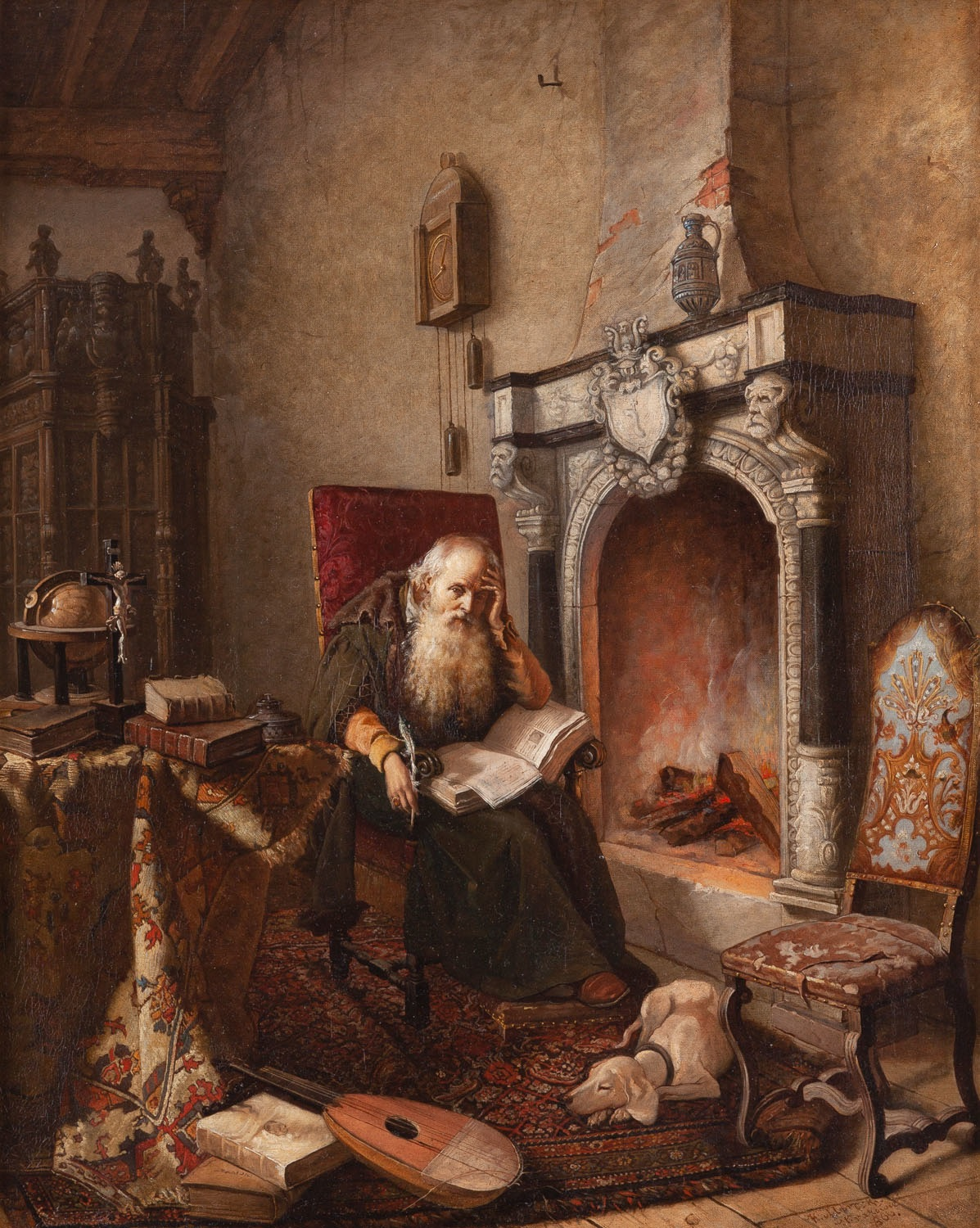
"Jan Długosz nad księgą" z 1866 r.
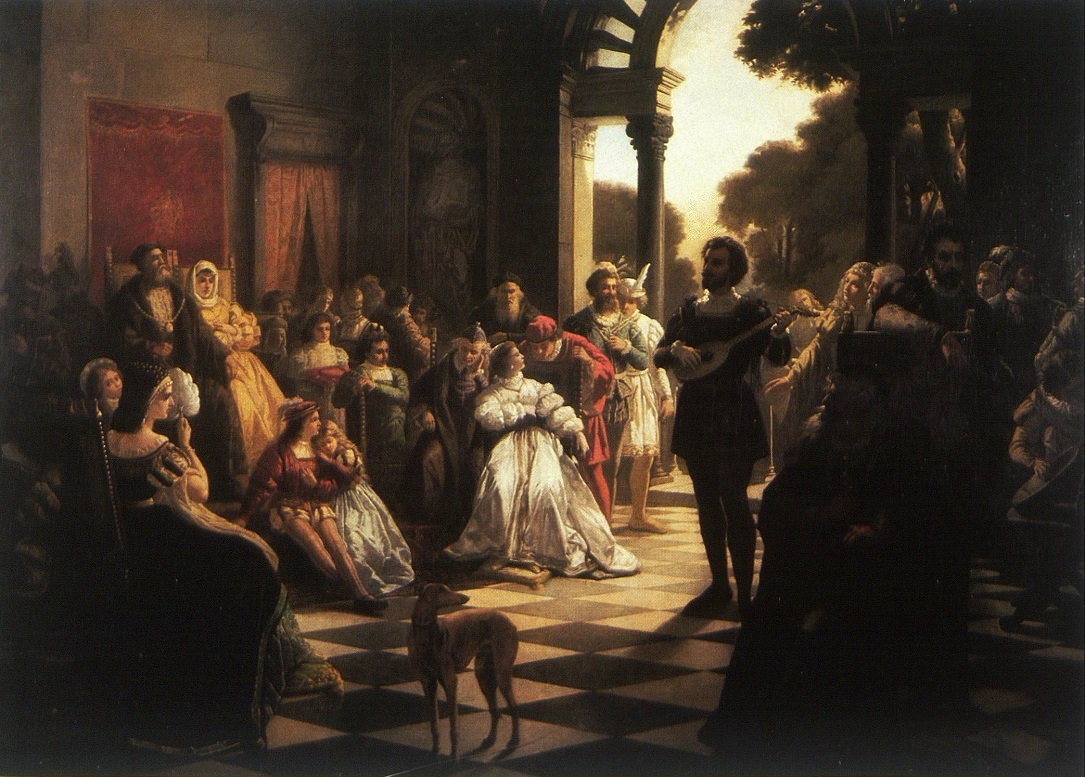
"Wprowadzenie muzyki włoskiej na dwór Zygmunta I przez Bonę" z 1874 r. Muzeum Sztuki w Łodzi
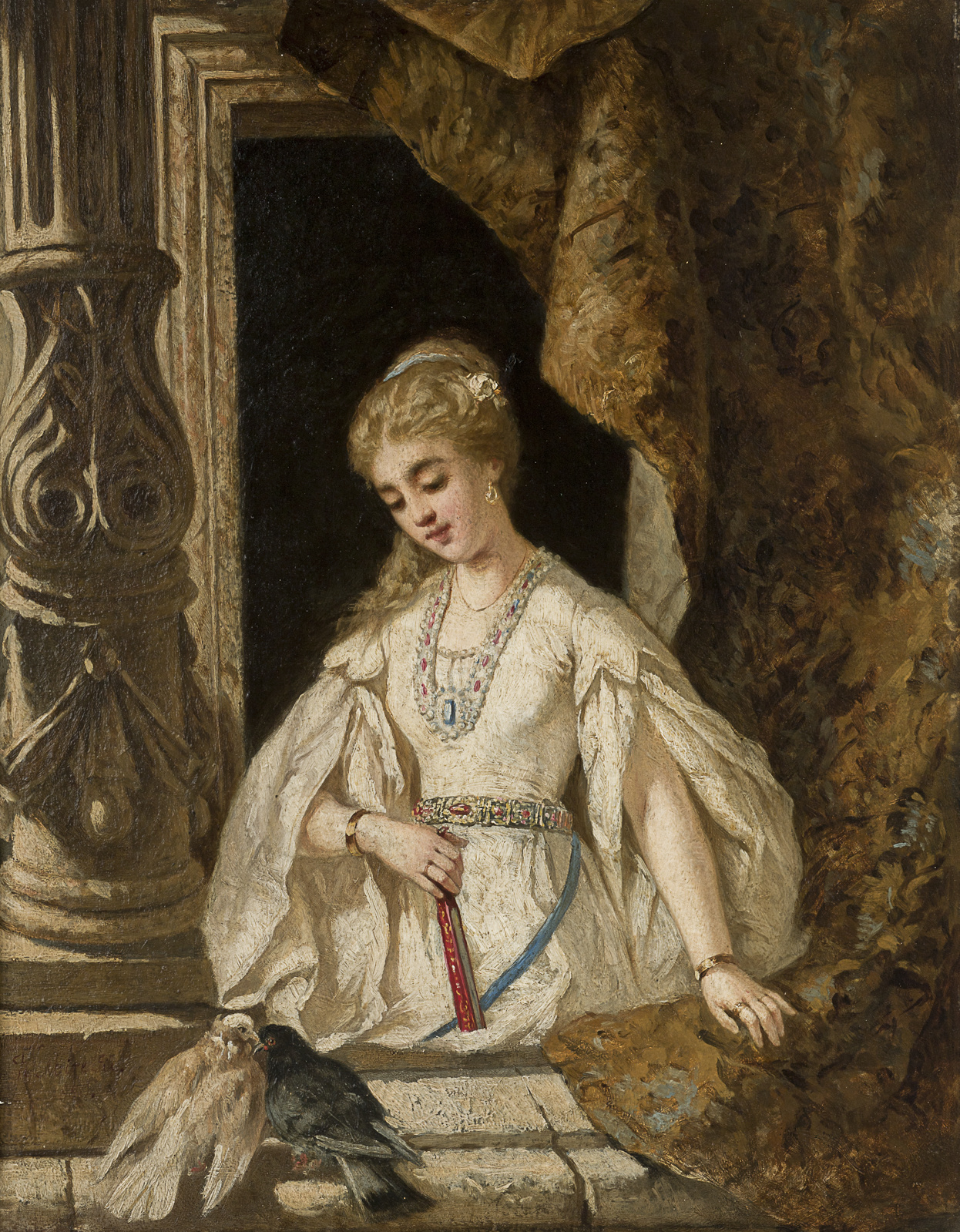
"Kobieta w oknie" z 1880 r. Muzeum Narodowe w Krakowie
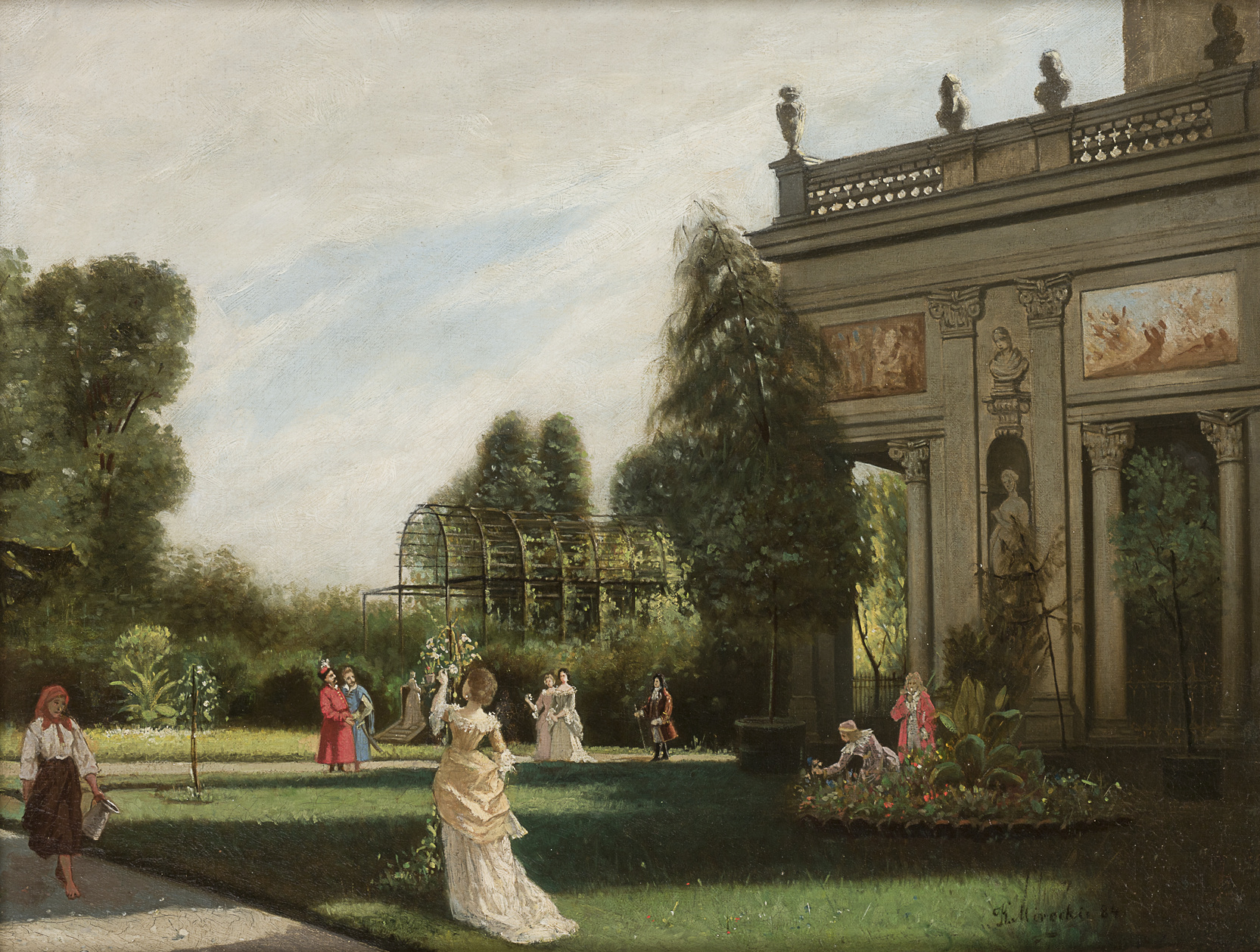
"Wilanów" z 1884 r. Muzeum Narodowe w Krakowie
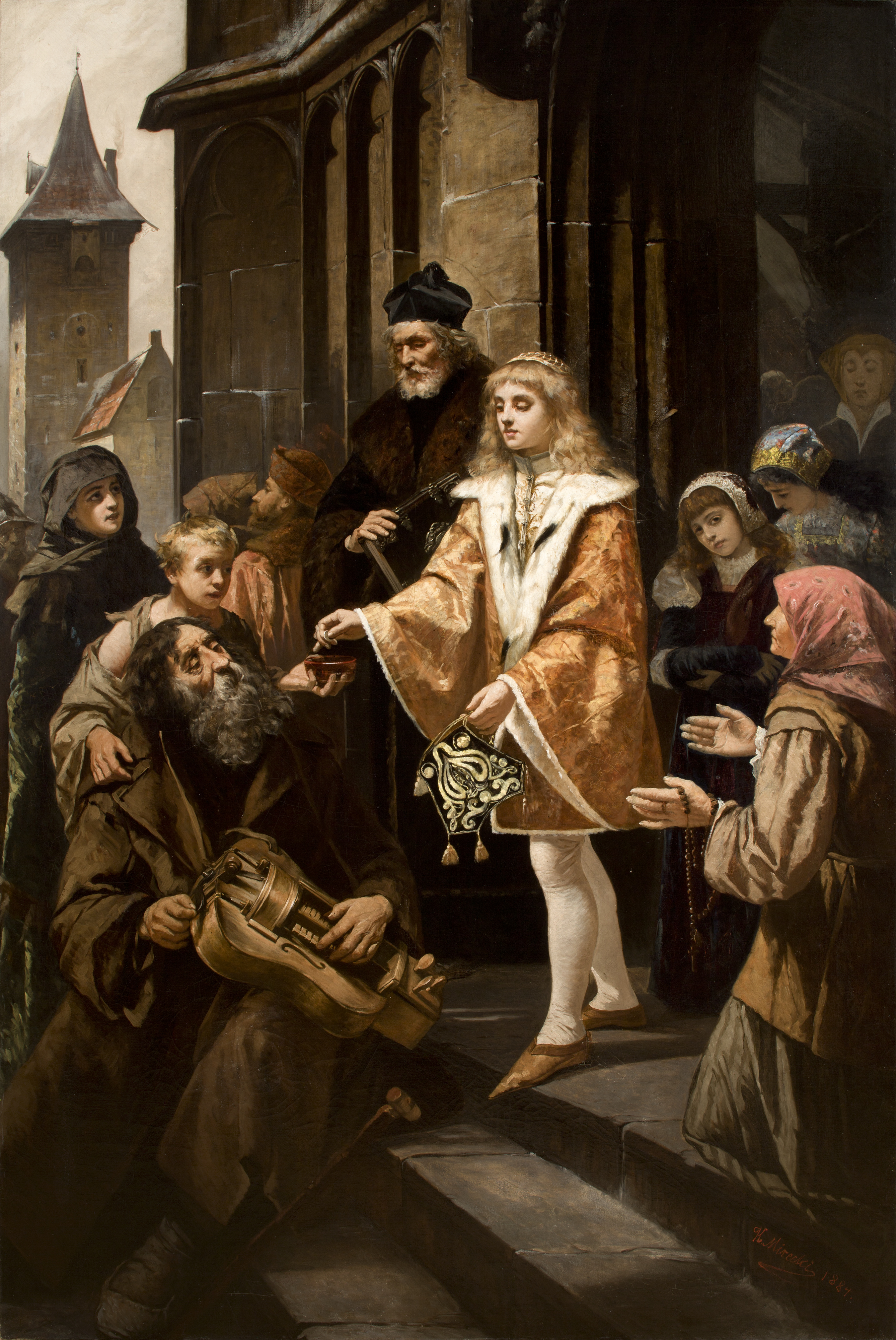
"Święty Kazimierz rozdający jałmużnę" z 1884 r. Muzeum Narodowe w Krakowie
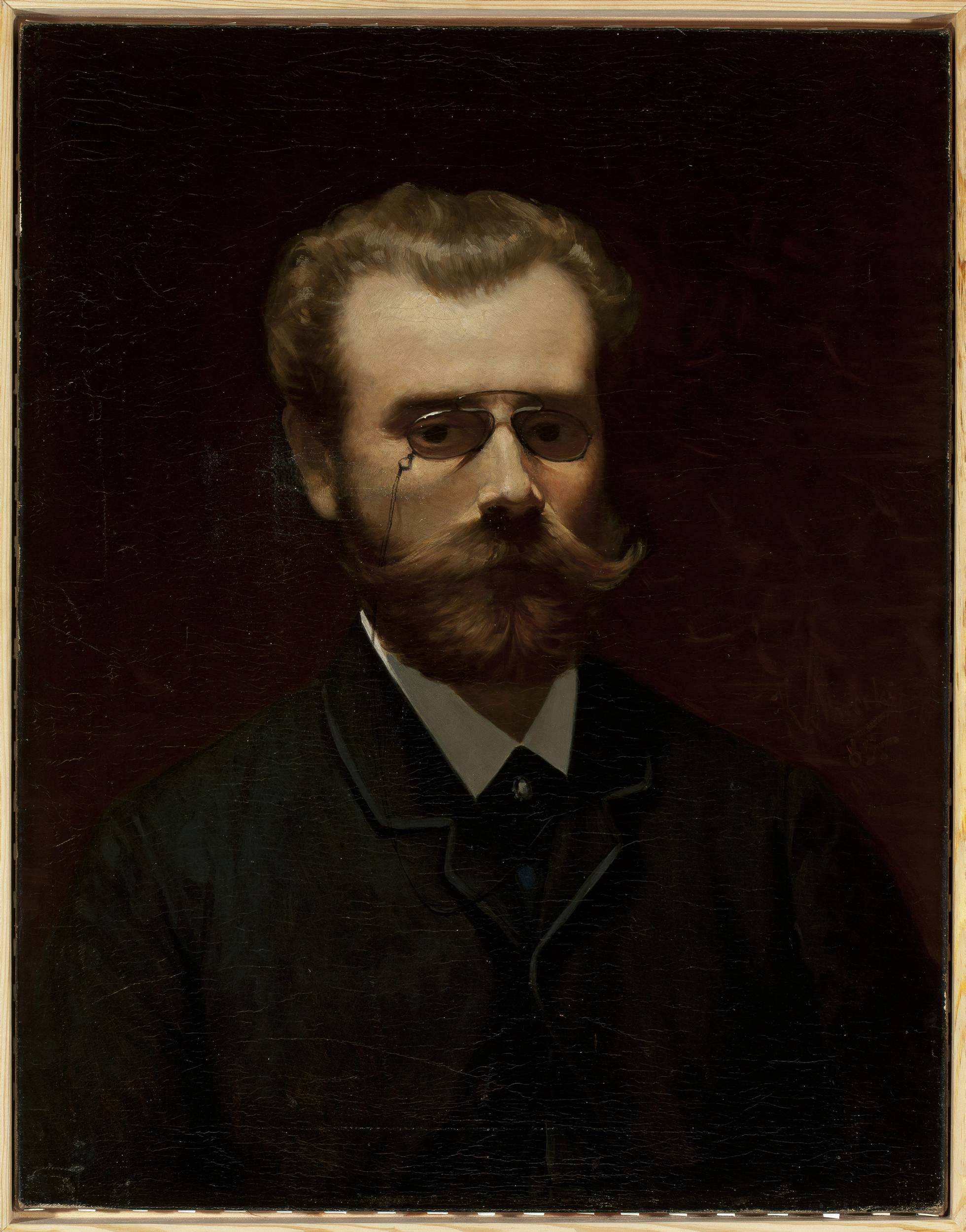
"Portret Walerego Brochockiego, artysty malarza" z 1885 r. Muzeum Narodowe w Warszawie